# Алегени (окръг, Ню Йорк)
Окръг Алегени (на английски: Allegany County) е окръг в щата Ню Йорк, Съединени американски щати. Площта му е 2678 km², а населението - 46 894 души (2017). Административен център е град Белмонт.